# Филозов, Альберт Леонидович
Альбе́рт Леони́дович Фило́зов (25 июня 1937, Свердловск — 11 апреля 2016, Москва) — советский и российский актёр театра и кино, педагог ВГИКа, профессор РАТИ. Народный артист Российской Федерации (1994).

## Биография
Родился 25 июня 1937 года в Свердловске (ныне — Екатеринбург) в семье поляка-эмигранта, который в 1933 году приехал в СССР строить новый мир. В 1937 году отца репрессировали. Мать, украинка, происходила из зажиточной семьи столыпинских переселенцев в Сибирь; в период коллективизации дед по материнской линии переехал в Свердловск.
После смерти мужа мать Филозова часто поневоле меняла работу, была и киномехаником. Маленький Альберт пристрастился к кино, когда смотрел фильмы из кинобудки. Он рано увлёкся книгами, благодаря хорошему голосу попал в хор; но в переходном возрасте голос пропал, и Альберт перешёл в театральный кружок. Окончив 8 классов (учился он средне), Альберт устроился токарем на Государственный подшипниковый завод № 6, среднее образование завершал в вечерней школе.
В 1955 году вместе с Юрием Гребенщиковым был принят выездной комиссией в Школу-студию МХАТ (курс Виктора Станицына); его однокурсниками стали Ромашин, Лазарев, Лаврова, Покровская, Невинный.
Ещё в студенческом спектакле был замечен начинающими тогда режиссёрами А. Аловым и В. Наумовым, искавшими исполнителя роли романтического героя в фильме «Ветер». Но тогда кинодебют не состоялся. На третьем курсе успешно прошёл пробы к фильму «Зелёный фургон» Одесской киностудии, однако руководство МХАТа строго-настрого запрещало студентам сниматься в кино, поэтому во время подписания договора он сбежал обратно в Москву.
Окончив учёбу в 1959 году, сезон 1959/1960 года отработал в Московском драматическом театре им. К. С. Станиславского у М. М. Яншина, где вводился на роли уже очень популярного тогда Е. П. Леонова. В сезоне 1960/1961 годов служил в театре имени Ермоловой.
В 1961 году был призван в армию, отслужил два года в сапёрном батальоне, командовал военным оркестром в Рязанском училище связи.
В 1963 году вернулся в Московский драматический театр им. К. С. Станиславского (в котором формально числился до 1990 года). В профессию входил трудно, однажды после очередной неудачи на сцене услышал от старшего коллеги по театру в утешение, «что хотя большого художника из него не выйдет, он может пригодиться на вторых, на третьих ролях».
Работал с Борисом Львовым-Анохиным, Александром Товстоноговым, Марией Кнебель, Анатолием Васильевым («Взрослая дочь молодого человека», 1979).
В 1972 году сыграл первую главную роль в кино («Вид на жительство»). Актёр обратил на себя внимание, создав образ на сильнейшем контрасте внутреннего и внешнего, выражаемого прямо противоположными — мягкими, некричащими — пластическими средствами. Став востребованным в кино, постепенно научился отказываться от проходных ролей.
С 1982 года репетировал c Анатолием Васильевым в Театре на Таганке пьесу Виктора Славкина «Серсо», премьера которой состоялась в июле 1985 года.
С 1989 года до конца жизни играл в спектаклях театра «Школа современной пьесы».
В 1991—1995 годах был мастером (совместно с Арменом Джигарханяном) актёрского курса во ВГИКе, преподавал также в РАТИ.
В 2007 году дебютировал как режиссёр, поставив на сцене театра «Школа современной пьесы» совместно с Ольгой Гусилетовой пьесу Ксении Степанычевой «2×2=5».
Последние годы жизни Филозов боролся с онкологическим заболеванием, пережил период ремиссии, затем его состояние снова ухудшилось. Скончался 11 апреля 2016 года в Москве на 79-м году жизни. Последние дни артист находился в больнице, а за два дня до смерти был оттуда выписан.
Похоронен 13 апреля на Ваганьковском кладбище (участок № 43).

## Признание и награды
- Заслуженный артист РСФСР (29.03.1983)
- Народный артист Российской Федерации (29.08.1994) — за большие заслуги в области театрального искусства[1]
- Орден Дружбы (18.11.2004) — за многолетнюю плодотворную деятельность в области культуры и искусства[19]
- Российская национальная актёрская премия имени Андрея Миронова «Фигаро» (за 2014 год)[20].

## Творчество
Критик Нина Цыркун заметила:

Ускользающая характерность как бы смытых черт, отрешённый взгляд белесоватых, почти прозрачных глаз — «знаковый» облик Альберта Филозова задал ему амплуа постороннего: иностранца (первая роль в кино — Отто Тальвиг из Сынов Отечества) или чужого среди своих (инженер Петухов из телесериала «И это всё о нём»). А. Ф., впрочем, и сам прекрасно понимает, что он «другой», и в стаю не тянется. Представитель редкого у нас племени перфекционистов, искатель совершенства — прежде всего в себе самом. Уже известный актёр, он профессионально обучался музыке и танцам — чтобы сыграть, может быть, единственную роль, где эти умения пригодятся. В кино у него сложились доверительные отношения с режиссёрами негромкой славы, но, видимо, одной с ним группы крови. Скорлупка детского кино (Чёрная курица…, Вам и не снилось, Мэри Поппинс…, Рыжий честный влюблённый) стала для него уютным прибежищем, тем «отдельным» миром, где ему дозволено вести частное существование, играя некую свою историю для самого себя. Он добровольно запер себя в футляр немецкой фабрикации, объявив тихую войну излишествам — узорчатой пластике, игривости голосовых модуляций: даже в самых камерных ролях А. Ф. не опускается до утеплённой «проникновенности», даже в самых патетических эпизодах не глаголит и не рубит руками воздух. Но его футляр — штука в высшей степени практичная: он впору и негодяю-перебежчику (Вид на жительство), и добропорядочному секретарю (Никколо Паганини), и фашиствующему изуверу (Тегеран-43), и рохле (Вам и не снилось), и монструозному директору новорусского колледжа (Кто, если не мы). Фокус — в незаметной подсветке изнутри, преображающей матовую поверхность. Скупость не наличных, но востребованных средств; богатство скудного — режиссёр Гамлет Датский остался бы доволен актёром А. Ф. Тем более что главное сыграно им всё же не в кино, а в театре — во «Взрослой дочери молодого человека» и в «Серсо» у Анатолия Васильева. Здесь у него другая жизнь; здесь он заодно с самыми знаменитыми и модными режиссёрами, здесь он отважно пускается в самые отчаянные авантюры.
— Новейшая история отечественного кино. 1986—2000. Кино и контекст. Том III. СПб, «Сеанс», 2001

## Роли в театре и кино
- 1960 — Э. Брагинский. «По зимней дороге», реж. Е. Симонов — Колька / Московский драматический театр им. К. С. Станиславского
- 1963 — Л. Зорин. «Палуба», реж. М. Карклялис — Сеня / Московский драматический театр им. К. С. Станиславского
- 1964 — П. Когоут. «Двенадцать», реж. В. Бровкин — Мирек / Московский драматический театр им. К. С. Станиславского
- 1966 — Ж. Ануй. «Антигона», реж. Б. Львов-Анохин — Вестник / Московский драматический театр им. К. С. Станиславского
- 1969 — Г. Ибсен. «Доктор Стокман», реж. Б. Львов-Анохин — Ховстад / Московский драматический театр им. К. С. Станиславского
- 1970 — Е. Брошкевич. «В Польше рождённый», реж. В. Климовский — Ян / Московский драматический театр им. К. С. Станиславского
- 1970 — Ф. Шиллер. «Коварство и любовь», реж. Ю. Хмелецкий — Вурм / Московский драматический театр им. К. С. Станиславского
- 1973 — А. Вампилов. «Прощание в июне», реж. А. Товстоногов — Фролов / Московский драматический театр им. К. С. Станиславского
- 1976 — М. Салтыков-Щедрин. «Тени», реж. М. Кнебель — Бобырев / Московский драматический театр им. К. С. Станиславского
- 1979 — В. Славкин. «Взрослая дочь молодого человека», реж. А. Васильев — Бэмс / Московский драматический театр им. К. С. Станиславского
- 1981 — В. Токарева. «Экспромт-фантазия», реж. А. Товстоногов — Игнатий / Московский драматический театр им. К. С. Станиславского
- 1985 — В. Славкин. «Серсо», реж. А. Васильев — Петушок / Театр на Таганке
- 1989 — С. Злотников. «Пришёл мужчина к женщине», реж. И. Райхельгауз — Виктор Петрович / Театр «Школа современной пьесы»
- 1992 — Д. Сухарев, C. Никитин. «А чой-то ты во фраке?», реж. И. Райхельгауз — Иван Васильевич Ломов / Театр «Школа современной пьесы»
- 1997 — «Дон Педро», по пьесе С. Носова — Антон Антонович
- 2012 — А. Могучий, М. Исаев, «Circo Ambulante», реж. А. Могучий — Антон / Театр наций

### «Школа современной пьесы»
- «Пришёл мужчина к женщине» — Мужчина
- «А чой-то ты во фраке?» — Иван Васильевич Ломов, Степан Степанович Чубуков
- «Без зеркал» — Павел Павлович
- «С приветом, Дон Кихот!» — Дон Кихот
- «Другой человек»
- «Антон Чехов. Чайка» — Дорн
- «Записки русского путешественника» — Алик
- «Прекрасное лекарство от тоски» — Александр
- «Борис Акунин. Чайка» — Дорн
- «Город» — Отец
- «Кремль, иди ко мне!» — Николай Оннов, Полковник Одуванчиков, Цезарь Брутович, Аглая Леопольдовна
- «Чайка. Настоящая оперетка» — Дорн
- «Одержимые»
- «Своими словами»
- «Холостой Мольер»
- «Русское варенье» — Андрей Иванович Лепёхин (Дидюля), пенсионер
- «Москва. Психо» — Ясон
- «Дом» — Папа Оли и дедушка Игоря
- «Звёздная болезнь» — Юбиляр
- «Медведь» — Миша Григорьев
- «Подслушанное, подсмотренное, незаписанное» — сюжет «Юбиляр»
- «Последний ацтек» — Мистер Гольдинер

### Фильмография
- 1960 — Испытательный срок — комсорг на субботнике (в титрах нет)
- 1968 — Сыны Отечества — Отто фон Тальвиг, гауптштурмфюрер
- 1969 — Яблоки сорок первого года — Федька
- 1972 — Вид на жительство — Ростислав Савельев[21]
- 1973 — Тихоня — Василий Чебан
- 1974 — Великий укротитель — Савва Куликов
- 1974 — Они будут счастливы / Mshvidobiani dgeebi — Владимир Ковалёв
- 1975 — Страх высоты — Илья Рождественский
- 1977 — Пропал и нашёлся — дядя Шура
- 1977 — И это всё о нём — технорук Петухов
- 1977 — Отклонение — ноль — Виноградов
- 1977 — Смешные люди! — Иван Иванович[21]
- 1978 — Расмус-бродяга — Оскар Перекати-Поле
- 1978 — Жизнь Бетховена (ТВ) — Фердинанд Рис
- 1979 — Взлёт — Панин
- 1979 — Молодость (альманах). Выпуск 2 (новелла «Зелёная куколка») — коллега биофизика Смита
- 1979 — Дикая охота короля Стаха — Игнатий Гацевич[21]
- 1980 — Вам и не снилось… — Костя Лавочкин, отец Романа
- 1980 — Тихие троечники — Герман
- 1980 — Идеальный муж — Том Траффорд
- 1980 — Три года — Фёдор Лаптев[21]
- 1980 — И вечный бой… Из жизни Александра Блока — Андрей Белый
- 1980 — История одного подзатыльника — Николай Иванович Козлов, папа Славика
- 1980 — Ледяная внучка — Князь
- 1980 — Чёрная курица, или Подземные жители — Чернушка / учитель Иван Карлович[21]
- 1981 — Тегеран-43 / Téhéran 43 / Teheran 43 — Шернер[21]
- 1981 — Брелок с секретом — Пескарёв[21]
- 1981 — И с вами снова я — П. А. Вяземский
- 1981 — Ленин в Париже — вожак анархистов / русский посол
- 1982 — Никколо Паганини — Шмидт
- 1982 — Транзит — Пётр Матвеевич Кузьмин
- 1983 — Васса — Юрий Васильевич Мельников
- 1983 — Две главы из семейной хроники — Рудольф[21]
- 1983 — Мэри Поппинс, до свидания — мистер Джордж Бэнкс
- 1984 — Рыжий, честный, влюблённый — Ларссон-отец
- 1985 — Про кота… — Король
- 1986 — Золотая баба — Коврин
- 1986 — Капитан «Пилигрима» — кузен Бенедикт
- 1986 — Охота на дракона — Берт
- 1986 — Люби меня, как я тебя
- 1986 — Последняя дорога — Сергей Уваров
- 1986 — Путь к себе — Савельев
- 1987 — Человек с бульвара Капуцинов — мистер Секонд
- 1988 — Командировка — Перегудов
- 1988 — Дама с попугаем — Аристарх
- 1988 — Новые приключения янки при дворе короля Артура — король Артур / Мерлин
- 1988 — Трагедия в стиле рок — кесарь
- 1989 — Операция «Вундерланд» — Бюхнер
- 1989 — Не покидай… — канцлер граф Давиль
- 1990 — Битва трёх королей / Batalla de los Tres Reyes, La — королевский библиотекарь
- 1990 — Допинг для ангелов — Клавдий Иванович Родимцев
- 1990 — Красное вино победы — главврач
- 1990 — Последняя осень — Кафтанов
- 1990 — Провинциальный анекдот (короткометражка) — Хомутов
- 1991 — Затерянный в Сибири / Lost in Siberia — отец Лильки
- 1991 — Ночные забавы — Силин
- 1991 — Одиссея капитана Блада — Бейнс
- 1991 — Фирма приключений — адмирал Дорон
- 1991 — Окно напротив — Сэм
- 1991 — Сыщик петербургской полиции — Хотек
- 1992 — Ариэль — Хайд
- 1992 — Градус чёрной луны — ученый
- 1992 — Мелодрама с покушением на убийство — Андрей Малышев
- 1992 — Прекрасная незнакомка / Piekna nieznajoma (Польша/Россия) — англичанин
- 1993 — Завтрак с видом на Эльбрус — Барабаш
- 1996 — Карьера Артуро Уи. Новая версия — Догсборо
- 1996 — Короли российского сыска
- 1997 — Всё то, о чём мы так долго мечтали
- 1998 — Кто, если не мы — Анатолий Игнатьич
- 1999 — Послушай, не идёт ли дождь… — врач-психотерапевт
- 2000 — В августе 44-го… — овощевод
- 2001 — Бедовая бабушка (телевизионный, в цикле «Русский водевиль») — Глов
- 2001 — Вицмундиръ (телевизионный, в цикле «Русский водевиль») — министр
- 2001 — Сверчок за очагом — Калеб Пламмер
- 2001 — Кобра. Антитеррор
- 2001 — Сыщики 1. Серия «Страсть» — Копейкин, нумизмат.
- 2002 — Новогодние приключения
- 2003 — Ледниковый период — Каплевич
- 2003 — Бедная Настя — барон Иван Иванович Корф
- 2003 — Пятый ангел — Моисей Абрамович
- 2003 — Сыщик без лицензии — академик Архипов
- 2004 — Апокриф: Музыка для Петра и Павла — Николай Васильевич Давыдов
- 2005 — В круге первом — дядюшка Авенир
- 2005 — Убойная сила-6 (серия «Казачий разъезд») — Плисов
- 2005 — Мошенники — Гинзбург
- 2006 — Глазами волка — Профессор
- 2006 — Сделка — сторож
- 2006 — Горыныч и Виктория
- 2006 — Важнее, чем любовь — Лёнчик, муж Лилии
- 2006 — Охотник — отец Марианны и Вероники
- 2006 — Герой нашего времени — полковник Ильяшенко
- 2006 — Убить змея — директор
- 2007 — Хранить вечно — дядюшка Авенир
- 2007 — Дюймовочка — маэстро
- 2007 — Неуловимая четвёрка — Гинзбург
- 2008 — Без вины виноватые — Дудукин
- 2008 — Наследство — поверенный
- 2008 — Русичи — Белый Колдун / Вечный Дед
- 2008 — Форсаж да Винчи — хранитель
- 2008 — Абонент временно недоступен — Вилен Андреевич, академик
- 2008 — Два цвета страсти — Виктор Сергеевич, учитель
- 2008 — Смерть шпионам. Крым — Клементин Адольф, органист костёла
- 2009 — Москва, я люблю тебя! — старик
- 2009 — Кромовъ — бухгалтер
- 2009 — Правдивая история об Алых парусах — Тильс
- 2009 — Похищение богини — Карлов
- 2010 — Легенда острова Двид — отшельник
- 2010 — Энигма — Вадим Кириллович, руководитель секретной организации «Энигма»
- 2011 — Сделано в СССР — Перфильев
- 2011 — Дом с башенкой — старик в пенсне
- 2012 — Одесса-мама — Пинхус Срульевич Горовиц
- 2012 — День додо — коллекционер
- 2013 — Найти мужа в большом городе — Фёдор Андреевич
- 2013 — Если любишь — прости — дед Эдика
- 2014 — Тётушки — Андрей Иванович
- 2014 — Ёлки 1914 — Василий Григорьевич
- 2015 — Избранница — Иван Павлович (Старик)
- 2018 — Варавва — Иосиф Аримафейский

### Телеспектакли
- 1983 — Не заплачу! — Прокопио Бертолини
- 1985 — Серсо — Петушок
- 1993 — А чой-то ты во фраке? — Ломов

## Озвучивание

### Юозас Будрайтис
- 1988 — Грешник — рабочий Маслов
- 2004 — Зимний роман — Иван
- 2004 — Ключи от бездны: Операция Голем — Вольдемар Каминский
- 2004 — Ключи от бездны: Охота на призраков — Вольдемар Каминский

### Мультфильмы
- 1984 — Твой любящий друг — читает текст
- 1987 — Ах, принцесса! — бродячий поэт / калиф
- 1987 — Белая цапля — принц Сагир
- 2007 — Чепоги — все роли

### Документальные фильмы
- 2009 — «Мученик за Христа и за Царя Григорий Новый» — читает закадровый текст

## Личная жизнь
Был женат трижды:
Первая жена — Лидия, врач-анестезиолог (в браке с 1961 по 1963).
Вторая жена — Алла (умерла в 2023), театровед в ГИТИСе (брак продлился более 20 лет). Сын Андрей (род. 1968).
Третья жена — Наталья Тоцкая, администратор на Киевской киностудии (в браке с 1986 года). Дочери — Анастасия (род. 1994) и Анна (род. 1998).